# Лаврентиды (область)
Лаврентиды — административный регион провинции Квебек, Канада.
До прихода французских земледельцев, начавших освоение долин в первой половине XIX века, территория региона была заселена индейцами племени монтанье. В XX веке регион стал популярным туристическим центром провинции, предлагая летний отдых в коттеджах на берегу живописных озёр, а зимой горнолыжные и беговые трассы курортов Сен-Совёр и Мон-Тремблан.
Лаврентиды остаются популярным местом отдыха для жителей Монреаля, и туристов из Новой Англии и Онтарио, хотя со строительством основных шоссе через район в 1970-х годах (Autoroute 15), население региона неуклонно растет. Крупнейшим городом региона является Сен-Жером на крайнем юго-востоке, с населением 63 729 жителей (2006 год).

## Подразделения
Муниципалитеты регионального округа
- Антуан-Лабелль, региональный окружной муниципалитет, Квебек
- Аржентёй, региональный окружной муниципалитет, Квебек
- Дё-Монтань, региональный окружной муниципалитет, Квебек
- Ла Ривьер-дю-Норд, региональный окружной муниципалитет, Квебек
- Лаврентиды, региональный окружной муниципалитет, Квебек
- Пей-д’ен-О, региональный окружной муниципалитет, Квебек
- Мирабель, город и окружной муниципалитет, Квебек
- Терез-де-Бленвилль, региональный окружной муниципалитета, Квебек

Индейская резервация
- Донкастер, Квебек